# Ngarchelong
Ngarchelong is een van de staten van Palau, gelegen op de noordelijke uiteinde van het eiland Babeldaob. Het dorp Mengellang is het bestuurscentrum van de staat. Mengellang en het vissersdorp Ollei zijn de voornaamste bevolkingscentra.

## Geografie
Over Ngarchelong liggen afgezien van Mengellang en Ollei de gehuchten Iebukel, Ngebei, Ngeiungel, Ngerbau, Ngermetong en Ngriil verspreid.
Iebukel · Mengellang · Ngebei · Ngeiungel · Ngerbau · Ngermetong · Ngriil · Ollei
Aimeliik · Airai · Angaur · Hatohobei · Kayangel · Koror · Melekeok · Ngaraard · Ngarchelong · Ngardmau · Ngatpang · Ngchesar · Ngeremlengui · Ngiwal · Peleliu · Sonsorol